# Handelshafen Magdeburg

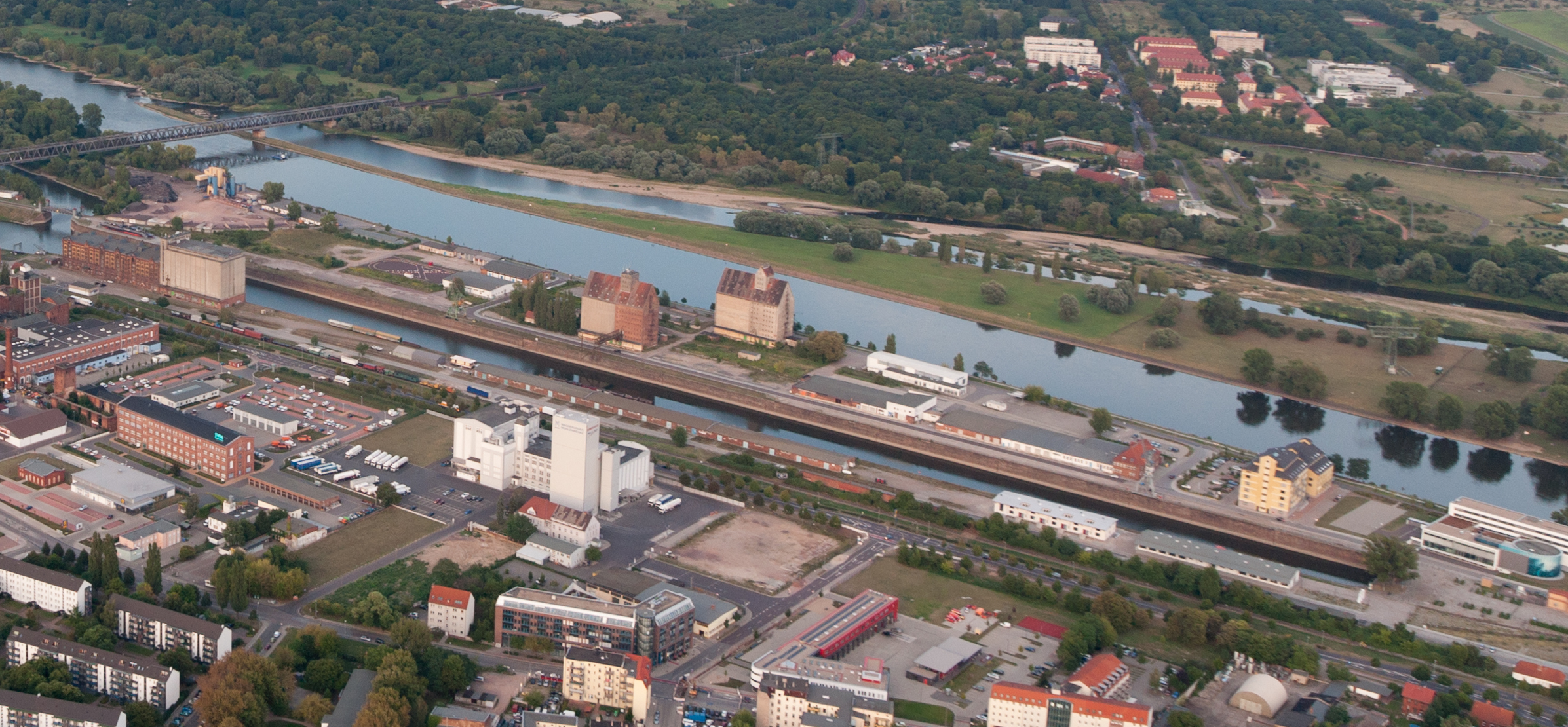
Luftbild des Wissenschaftshafens

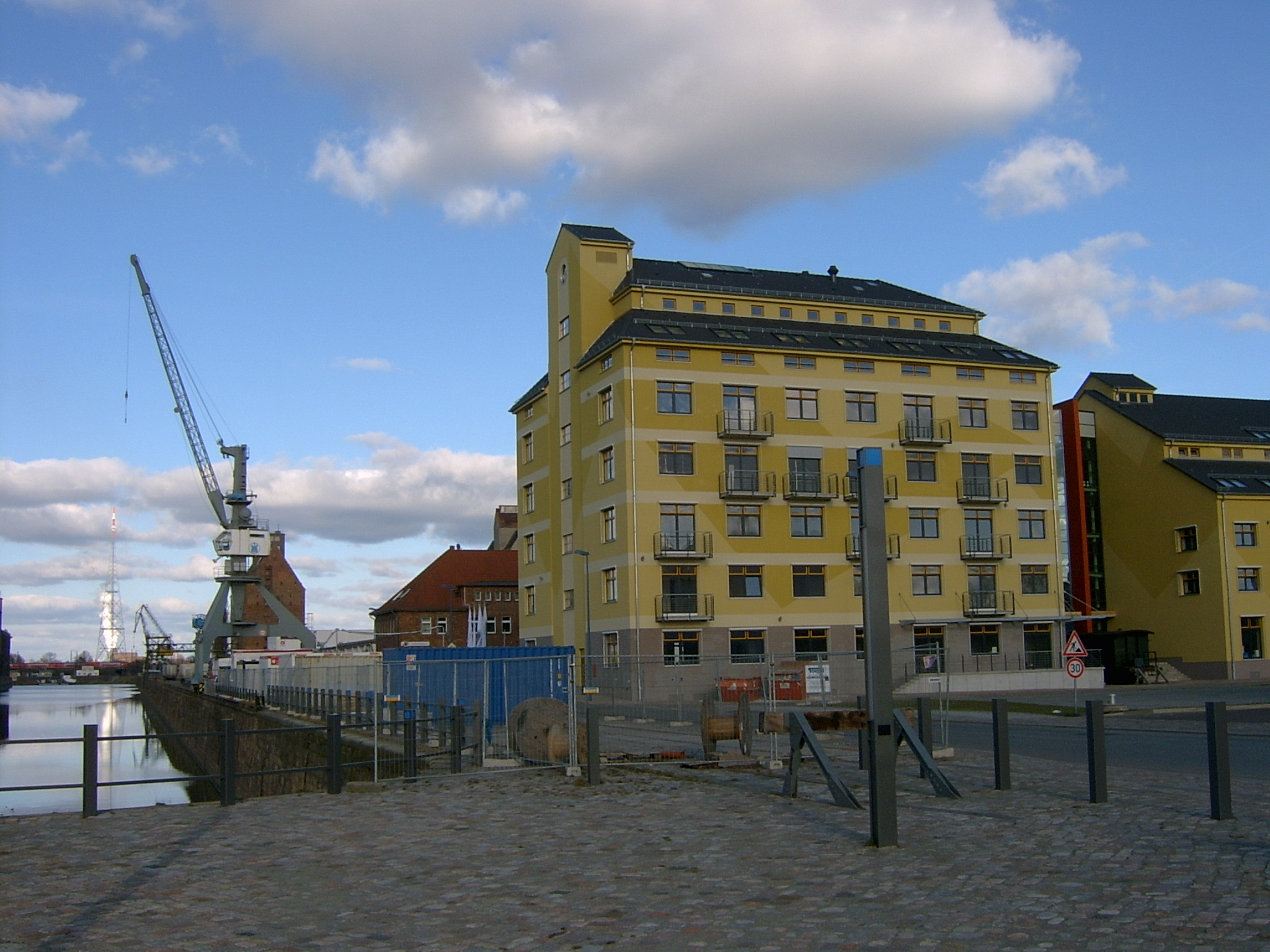
Wissenschaftshafen

Der Handelshafen Magdeburg ist einer der vier Magdeburger Häfen.

## Geschichte

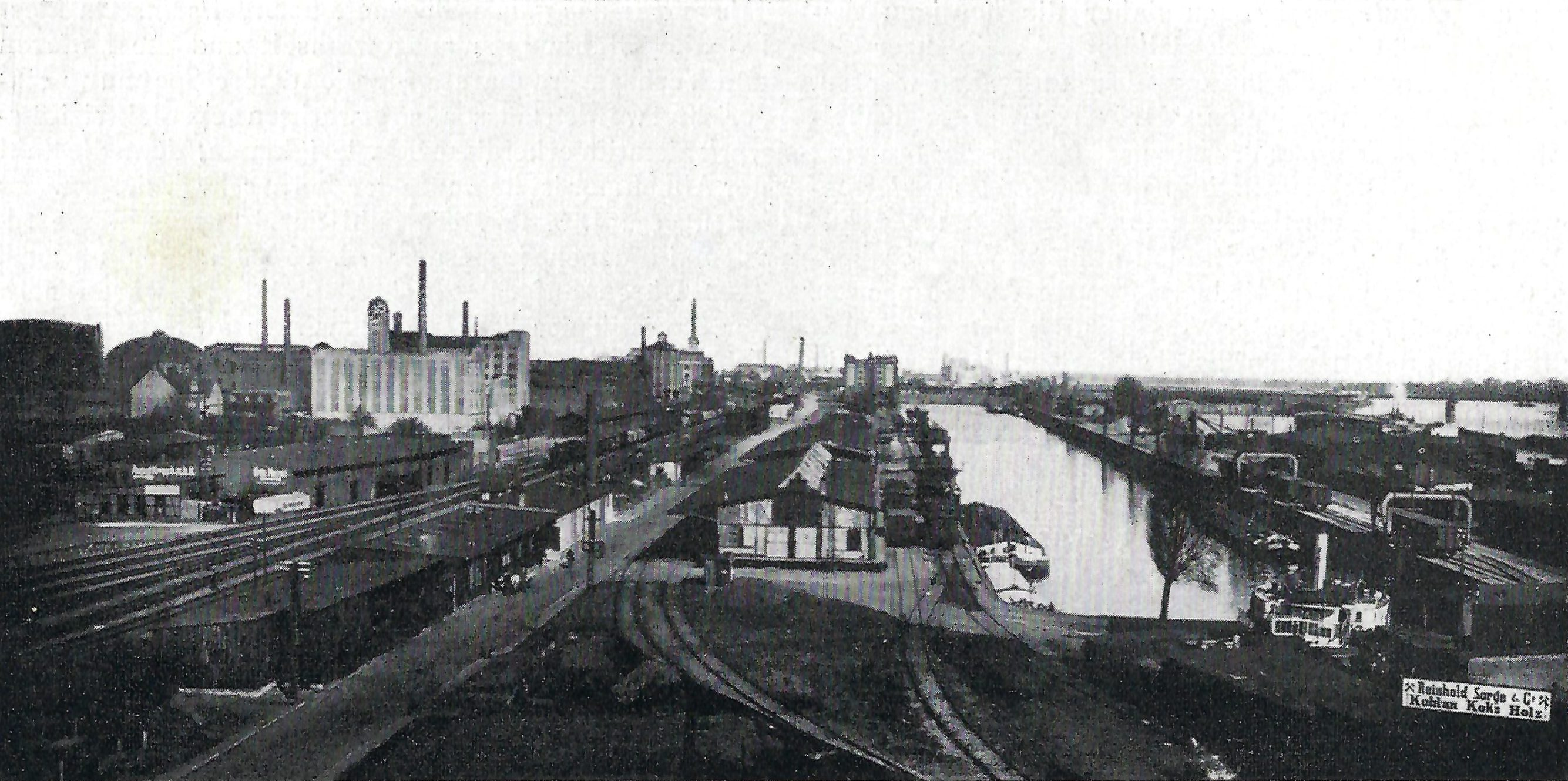
Blick auf den Handelshafen von Süden in den 1920er Jahren

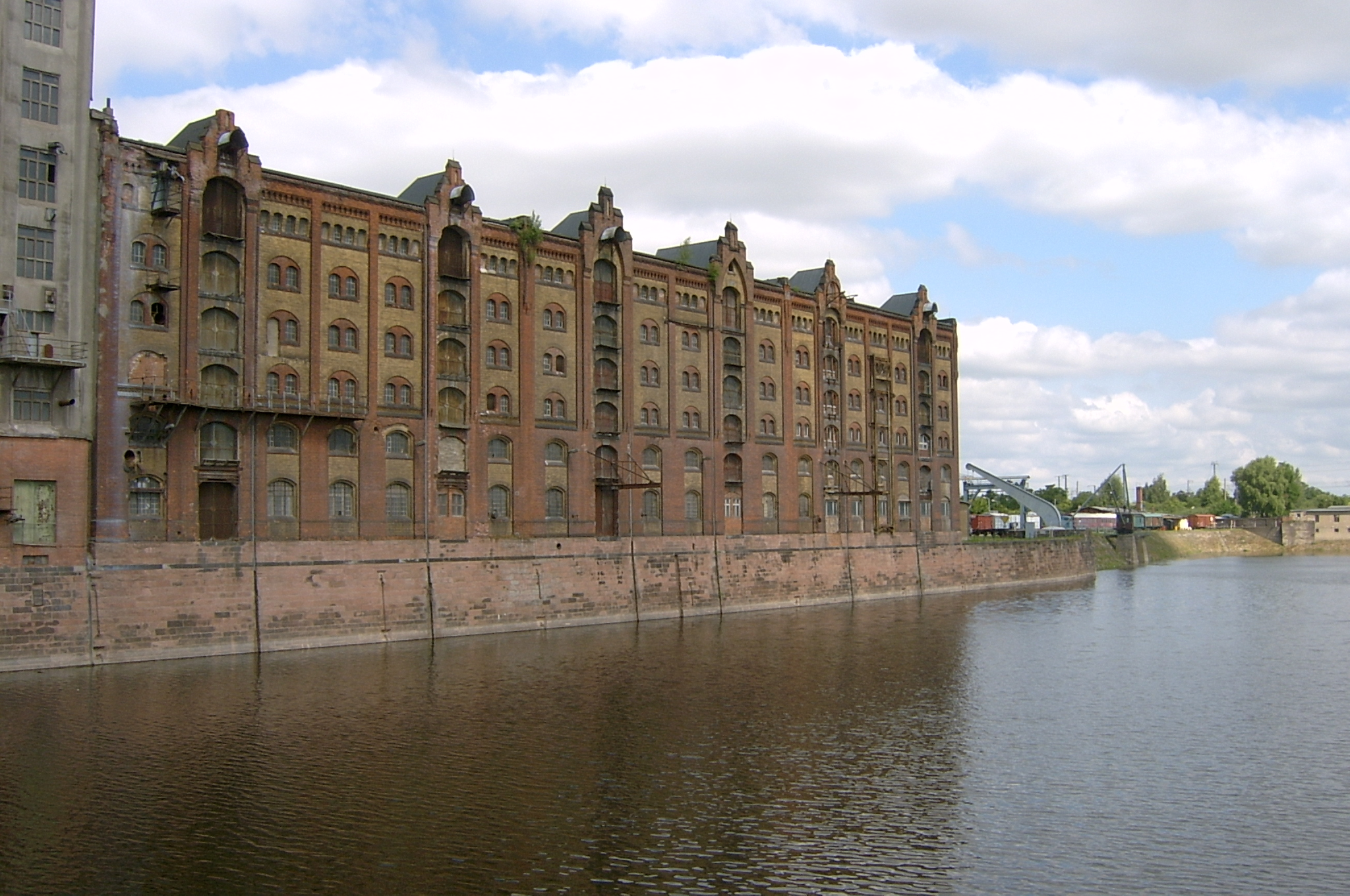
Speichergebäude

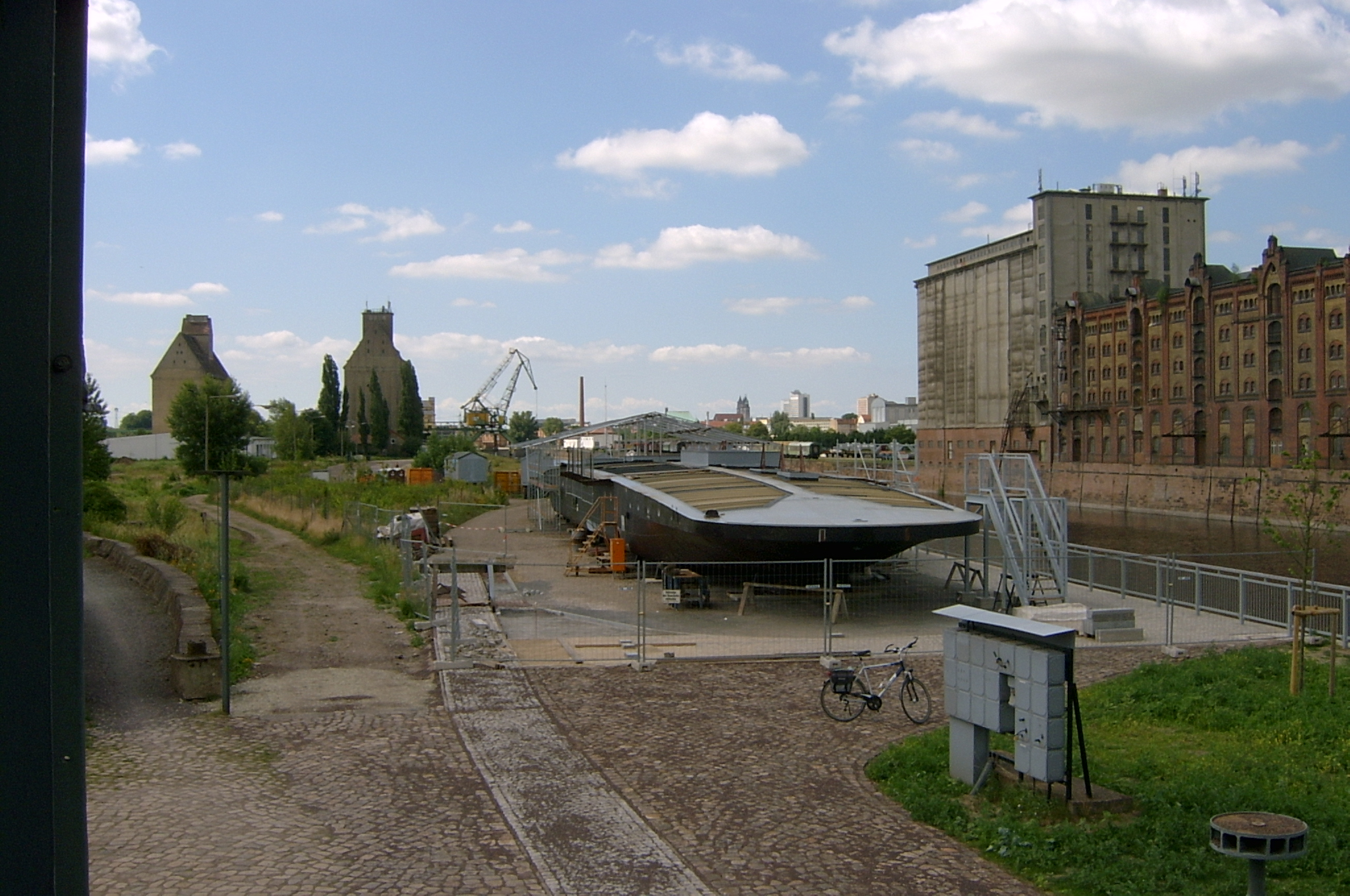
Kettendampfer „Gustav Zeuner“

Die Wachstumsentwicklung des Hamburger Hafens infolge zunehmender Warenströme um 1885 führte auch im Hinterland zum Bedarf an zusätzlichen Lager- und Umschlagplätzen. Aufgrund der guten eisgeschützten und hochwasserfreien Lage kam der Neustädter Kämmereiwerder in Magdeburg als Hafenstandort in Frage. Die damalige königliche Regierung in Berlin erlaubte dem Magdeburger Magistrat bereits 1878 den Bau des Hafens. 
Die Bauarbeiten begannen im Jahr 1888, zuerst wurden die beiden heute noch stehenden Speichergebäude G und H mit Klinkerfassade errichtet, die später erweitert wurden. Das 994 Meter lange und zwischen 45 und 65 Meter breite Hafenbecken des Handelshafen war im Jahr 1893 fertiggestellt. Die Kaianlage besteht zum überwiegenden Teil aus Schwergewichtsmauern, im nördlichen Teil befindet sich ein geböschtes mit Natursteinpflaster versehenes Ufer.
Eine Besonderheit war die technische Ausstattung mit einer Dampfanlage, die ein hydraulisches System mit Druck versorgte, das elf fahrbare Portalkräne (mit ein bis drei Tonnen Tragfähigkeit), eine Hubbrücke (über die Hafenzufahrt) sowie den stationären Schwerlastkran „Elefant“ (21 Tonnen Tragfähigkeit) bewegte. Zusätzlich waren vier fahrbare Dampfkrane (analog zu den gebräuchlichen Dampfbaggern) im Einsatz. Der Hafen verfügte daneben über ein eigenes Gleissystem mit Fuhrpark (Lokomotive, Güterwagen) sowie einen eigenen Schlepper zur Unterstützung der ankommenden Frachtschiffe.
Die damaligen Baukosten für die Hafenanlage wurden mit circa 8 Millionen Mark beziffert. Der Hafen konnte am 5. April 1893 in Betrieb genommen werden, die höchste Umschlagzahl wurde im Jahr 1906 mit etwa 1,4 Millionen Gütertonnen erreicht. Die Umschlaggüter kamen hauptsächlich aus der Region, es waren unter anderem Getreide, Zucker, Salz, Holz, Futtermittel und Düngemittel. Auch exotische Güter wie beispielsweise Kaffee wurden umgeschlagen. Die 1862 gegründete Lokomobilenfabrik R. Wolf in Magdeburg-Buckau verlud mit dem „Elefant“ Kessel und andere Maschinenteile aus ihrer Produktion. Durch den Bau des tieferen und insgesamt größeren Industriehafens gingen ab 1908 die Umschlagzahlen zurück. Später wirkte sich die fehlende Wasserstandsregulierung negativ auf die Entwicklung des Hafens aus. Zwischen 1935 und 1938 wurde südlich an die Speicherblöcke GHI ein Getreidesilo errichtet.

## Gegenwart und Zukunft

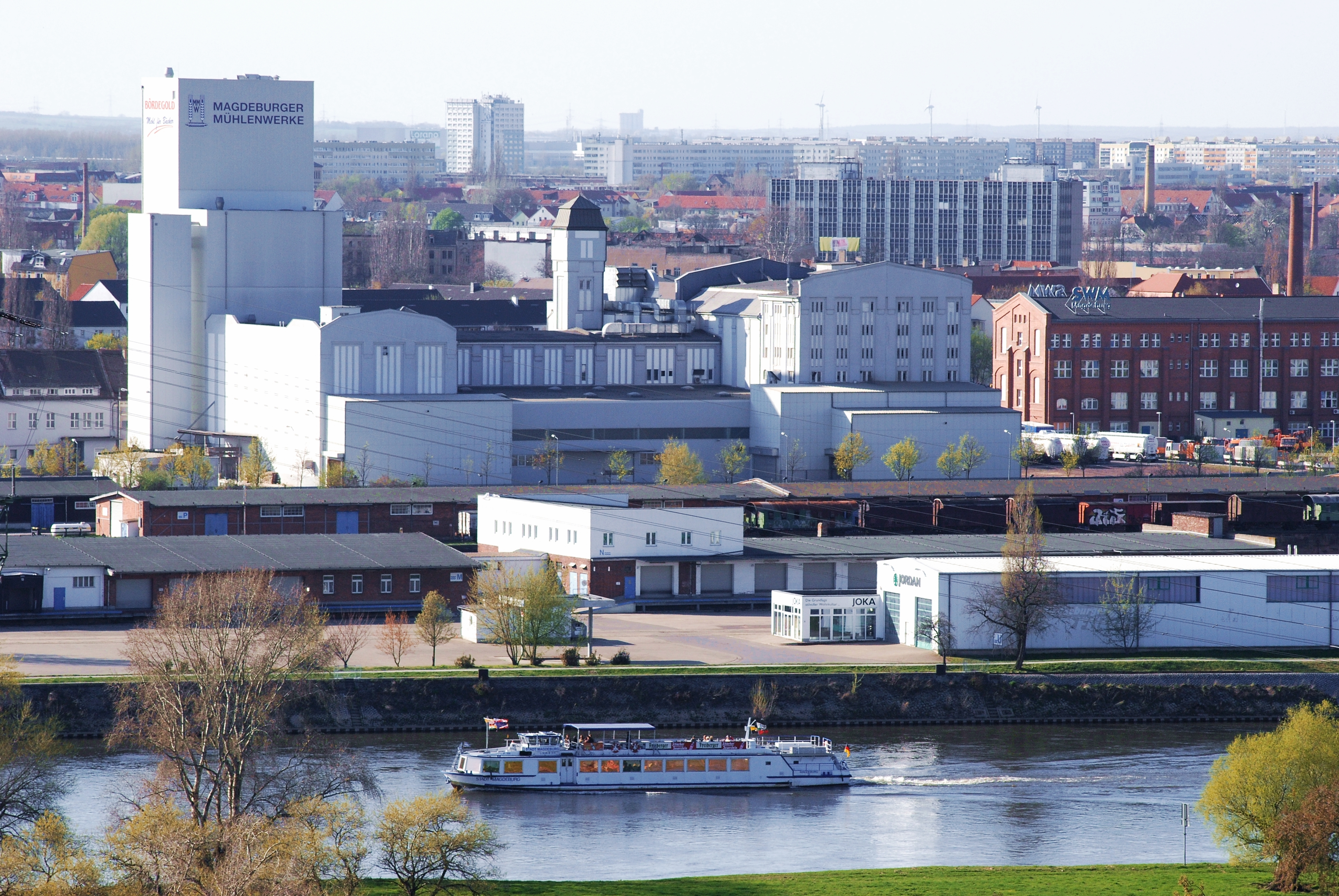
Gewerbegebiet am Hafen

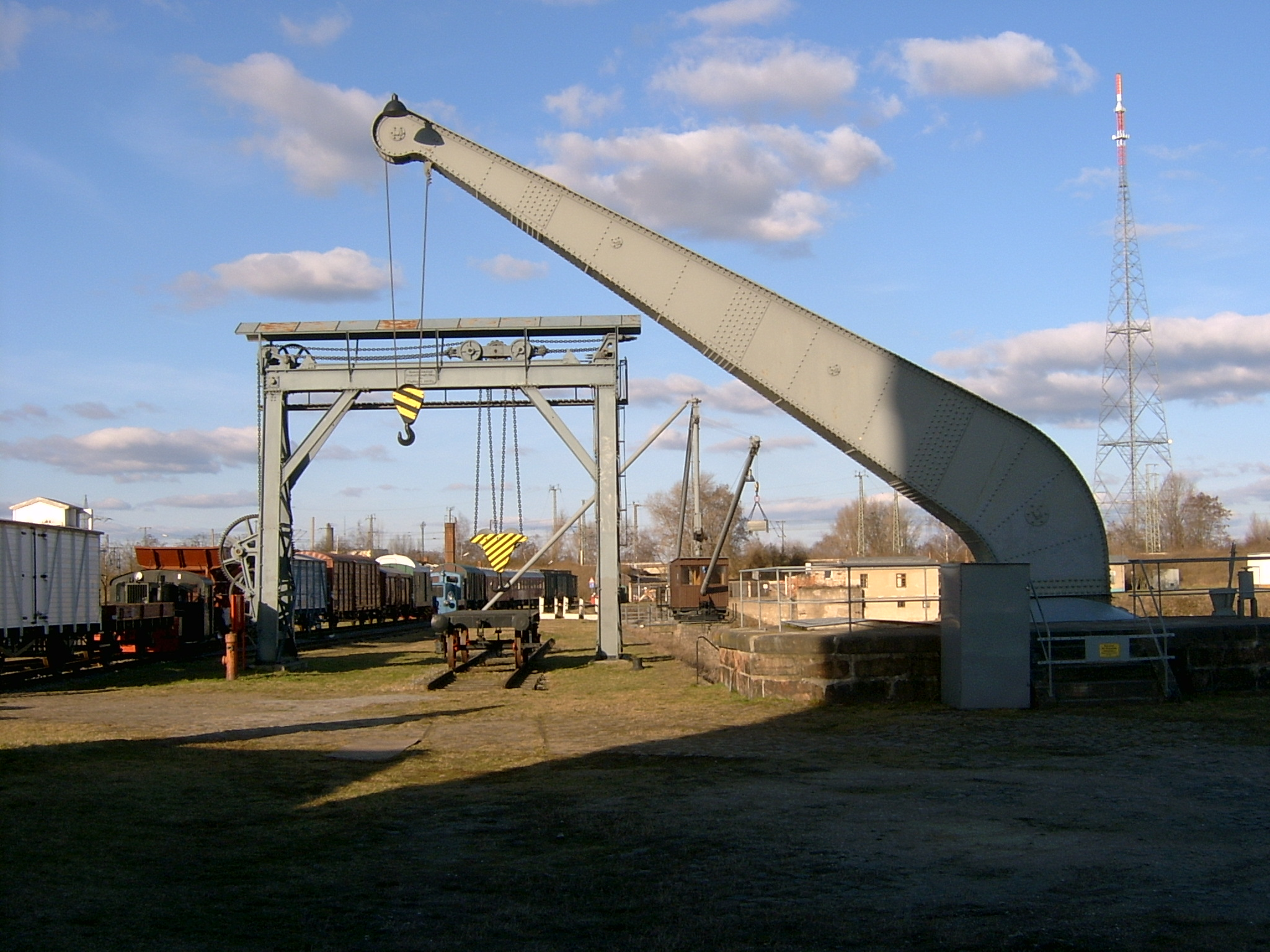
Schwerlastdampfkran „Elefant“

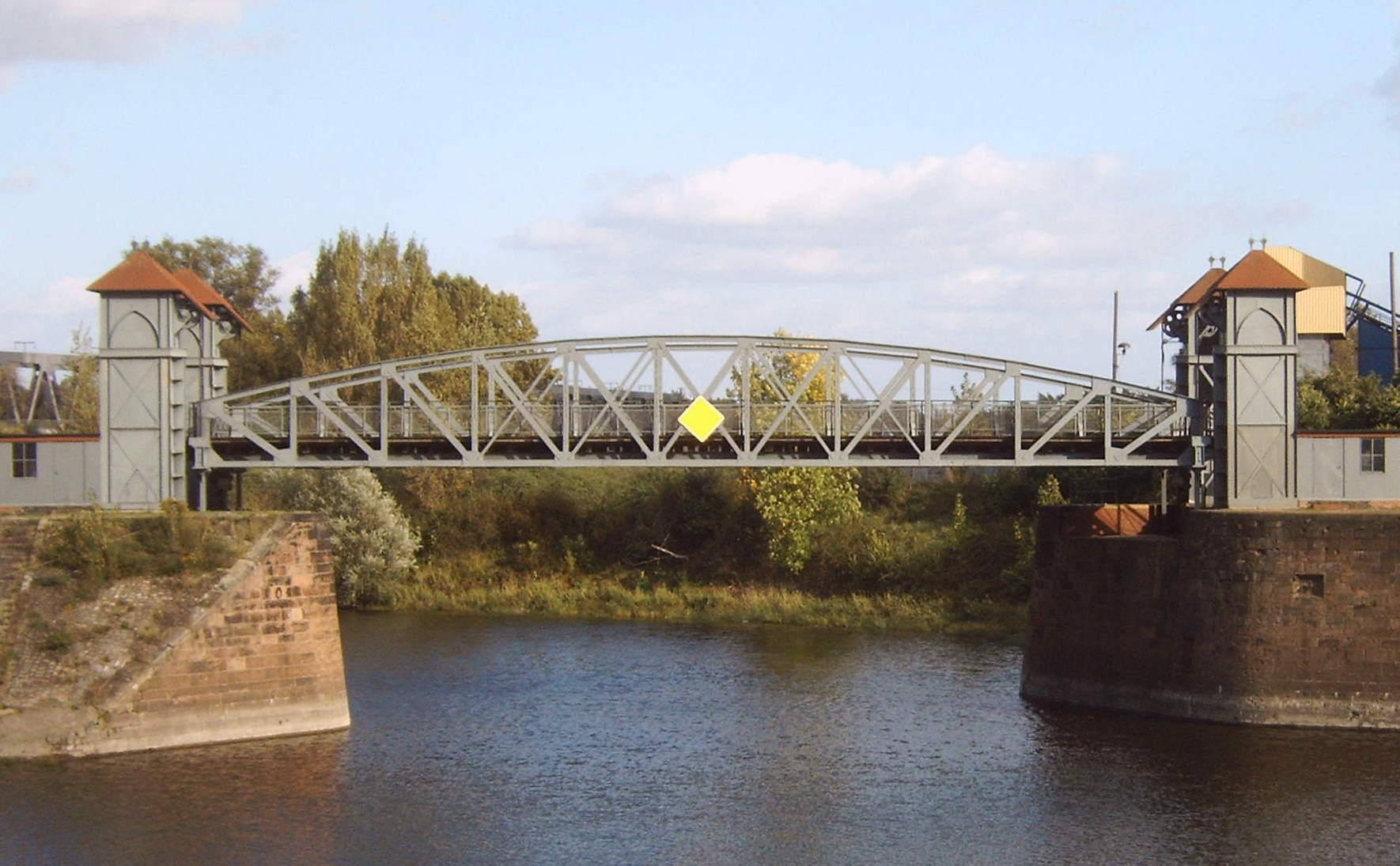
Hubbrücke

Der Handelshafen soll zum Museums- beziehungsweise Wissenschaftshafen umgebaut werden.
Das Technikmuseum Magdeburg zeigt das Maschinenhaus, den Schwerlastkran „Elefant“, den Taucherschacht II, einen Eimerkettenschwimmbagger sowie die Hubbrücke und eine historische Bahnausstellung. Im Hafen befindet sich auch der 1956 errichtete Vollportalwippdrehkran. Darüber hinaus ist der letzte Kettendampfer seiner Art, die „Gustav Zeuner“ an der unter Denkmalschutz stehenden Hubbrücke aufgestellt und gibt Zeugnis von den Entwicklungen der Konstrukteure Ewald Bellingrath (Greifrad für die Kette) und Gustav Anton Zeuner (Turbinenpropeller für die Talfahrt ohne Kette). In unmittelbarer Nähe des Hafens befindet sich der bereits 1863 errichtete Lokschuppen Alte Neustadt, der zeitweise zur Hafenbahn gehörte.
In einem ersten Schritt wurden im südlichen Bereich zwei alte Getreidespeicher bis 2007 unter der Bezeichnung „Denkfabrik“ zur Büronutzung für innovative Unternehmen und Forschungseinrichtungen umgebaut. Zuvor war 2006 am alten Handelshafen das „Virtual Development and Training Centre“ VDTC des Fraunhofer-Instituts für Fabrikbetrieb und -automatisierung IFF entstanden.